# Far East Family Band
Far East Family Band (jap. ファー・イースト・ファミリー・バンド, Fā Īsuto Famirī Bando) war eine japanische Psychedelic-Progressive-Rock-Band, die Mitte der 1970er Jahre gegründet wurde.

## Bandgeschichte
Far East Family Band ging aus Fumio Miyashitas Projekt Far Out hervor, das 1973 ein selbstbetiteltes Album veröffentlicht hatte. Das Debütalbum der Far East Family Band erschien 1975 und bot Keyboard-lastigen, psychedelischen Progressive Rock mit Einflüssen von Pink Floyd. The Cave Down to Earth brachte der Band den Ruf ein, der erste japanische Vertreter des Progressive Rock gewesen zu sein.
Noch im selben Jahr folgte Nipponjin – Join Our Mental Phase Sound, das Stücke des Far-Out-Albums und des Debütalbums in englischer Sprache wiederaufgreift und von Klaus Schulze abgemischt wurde. Schulze mischte und produzierte auch das dritte Album, auf dem der Einfluss seiner Elektronischen Musik hörbar wird. Das letzte Album wurde ohne Akira Ito und Masanori Takahashi (Kitarō) sowie mit Yūjin Harada statt Shizuo Takasaki aufgenommen und zeigt Anleihen an New-Age-Musik. Danach löste sich die Band auf.

## Diskografie
- 1975: "The Cave" Down to Earth (地球空洞説, Chikyū Kūdō Setsu)
- 1975: Nipponjin – Join Our Mental Phase Sound
- 1976: Parallel World (多元宇宙の旅, Tagen Uchū no Tabi)
- 1977: Tenkūjin (天空人)